# Geoesquema das Nações Unidas
O geoesquema das Nações Unidas é uma divisão geográfica do mundo em grandes áreas/regiões definidas pelas Nações Unidas para fins estatísticos e que não coincidem geralmente com divisões geopolíticas ou nacionais. Foi desenvolvido pela Divisão Estatística das Nações Unidas (UNSD) usando o sistema de classificação M49.

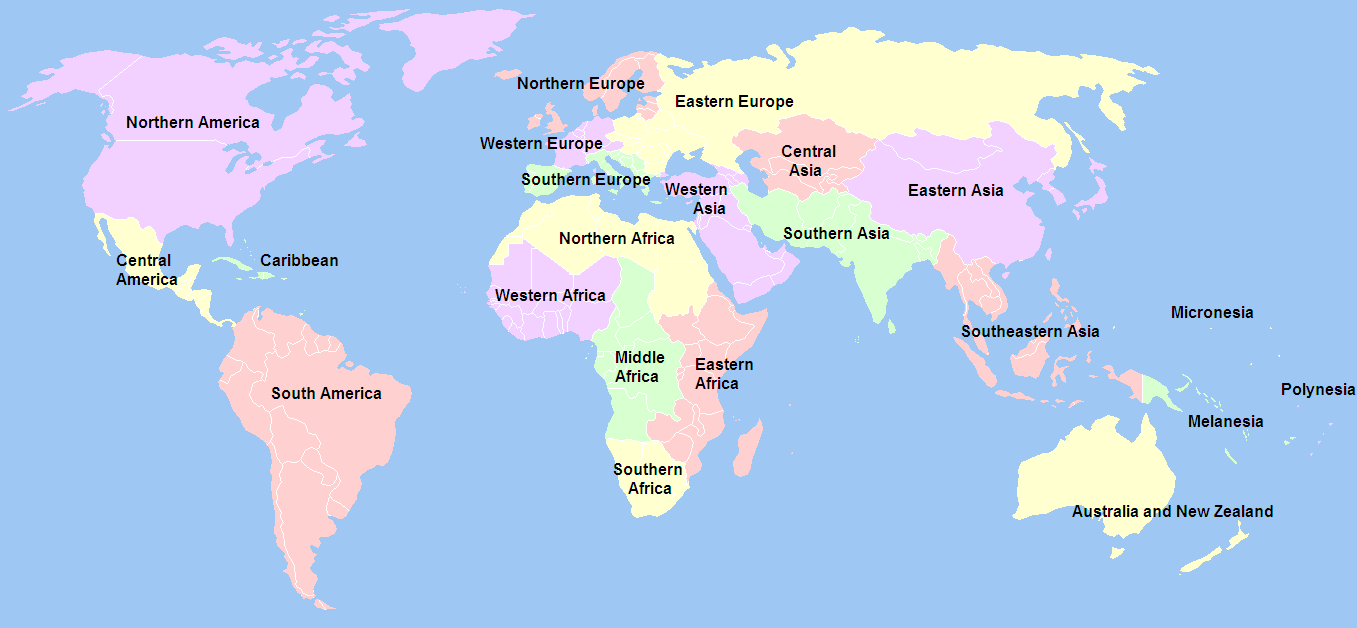
Mapa-múndi segundo o geoesquema

## Uso
Os criadores afirmam que "a atribuição de países ou áreas a agrupamentos específicos serve para motivos de conveniência estatística e não implica qualquer suposição quanto à afiliação política ou outra de países ou territórios". A divisão foi criada para análise estatística e consiste em regiões macrogeográficas organizadas na medida do possível de acordo com os continentes. Dentro de cada região, sub-regiões geográficas menores e, às vezes, regiões intermediárias contêm países. Os países também são agrupados não geograficamente em conjuntos econômicos selecionados e outros fatores.
A Antártida é a única região geográfica que não inclui sub-regiões ou áreas.
O geoesquema não estabelece um padrão para todo o Sistema das Nações Unidas e frequentemente difere das definições geográficas usadas pelas agências especializadas para sua própria conveniência organizacional. Por exemplo, o mapa inclui o Chipre e a Geórgia na Ásia Ocidental, enquanto a UNIDO e a UNESCO os incluem na Europa.

### Agrupamentos alternativos
Outras regionalizações incluem a classificação do Banco Mundial, as regiões do CIA World Factbook e as divisões geográficas do ICANN.

## Lista de regiões e sub-regiões

### África
Este é o geoesquema das Nações Unidas para a África:
| Norte de África                                                          | África Subsariana | África Subsariana | África Subsariana                                         | África Subsariana |
| Norte de África                                                          | África Oriental | África Central | África Austral                                            | África Ocidental |
| ------------------------------------------------------------------------ | --- | --- | --------------------------------------------------------- | --- |
| - Argélia - Egito - Líbia - Marrocos - Saara Ocidental - Sudão - Tunísia | - Burundi - Comores - Djibuti - Eritreia - Etiópia - Madagáscar - Maláui - Maurícia - Maiote - Moçambique - Quénia - Reunião - Ruanda - Seicheles - Somália - Sudão do Sul - Tanzânia - Território Britânico do Oceano Índico - Territórios Austrais Franceses - Uganda - Zâmbia - Zimbábue | - Angola - Camarões - Chade - Gabão - Guiné Equatorial - República Centro-Africana - República Democrática do Congo - República do Congo - São Tomé e Príncipe | - África do Sul - Botsuana - Essuatíni - Lesoto - Namíbia | - Benim - Burquina Fasso - Cabo Verde - Costa do Marfim - Gâmbia - Gana - Guiné - Guiné-Bissau - Libéria - Mali - Mauritânia - Níger - Nigéria - Santa Helena, Ascensão e Tristão da Cunha - Senegal - Serra Leoa - Togo |

### Américas
Este é o geoesquema das Nações Unidas para as Américas:
| América Latina e Caribe | América Latina e Caribe                                                                  | América Latina e Caribe | América do Norte                                                          |
| Caribe | América Central                                                                          | América do Sul | América do Norte                                                          |
| --- | ---------------------------------------------------------------------------------------- | --- | ------------------------------------------------------------------------- |
| - Anguila - Antígua e Barbuda - Aruba - Bahamas - Barbados - Bonaire, Santo Eustáquio e Saba - Cuba - Curaçau - Dominica - Granada - Guadalupe - Haiti - Ilhas Caimã - Ilhas Turcas e Caicos - Ilhas Virgens Americanas - Ilhas Virgens Britânicas - Jamaica - Martinica - Monserrate - Porto Rico - República Dominicana - Santa Lúcia - São Bartolomeu - São Cristóvão e Neves - São Martinho (parte francesa) - São Martinho (parte neerlandesa) - São Vicente e Granadinas - Trindade e Tobago | - Belize - Costa Rica - El Salvador - Guatemala - Honduras - México - Nicarágua - Panamá | - Argentina - Bolívia - Brasil - Chile - Colômbia - Equador - Guiana - Guiana Francesa - Ilha Bouvet - Ilhas Geórgia do Sul e Sanduíche do Sul - Ilhas Malvinas - Paraguai - Peru - Suriname - Uruguai - Venezuela | - Bermudas - Canadá - Estados Unidos - Gronelândia - São Pedro e Miquelão |

### Ásia
Este é o geoesquema das Nações Unidas para a Ásia:
| Ásia Central                                                            | Ásia Oriental                                                                    | Sudeste Asiático | Ásia Meridional                                                                              | Sudoeste Asiático |
| ----------------------------------------------------------------------- | -------------------------------------------------------------------------------- | --- | -------------------------------------------------------------------------------------------- | --- |
| - Cazaquistão - Quirguistão - Tajiquistão - Turcomenistão - Uzbequistão | - China - Coreia do Norte - Coreia do Sul - Hong Kong - Japão - Macau - Mongólia | - Brunei - Camboja - Filipinas - Indonésia - Laos - Malásia - Mianmar - Singapura - Tailândia - Timor-Leste - Vietnã | - Afeganistão - Bangladexe - Butão - Índia - Irã - Maldivas - Nepal - Paquistão - Seri Lanca | - Arábia Saudita - Arménia - Azerbaijão - Barém - Catar - Chipre - Emirados Árabes Unidos - Estado da Palestina - Geórgia - Iémen - Iraque - Israel - Jordânia - Kuwait - Líbano - Omã - Síria - Turquia |

### Europa
Este é o geoesquema das Nações Unidas para a Europa:
| Europa Oriental                                                                                              | Europa Setentrional | Europa Meridional | Europa Ocidental                                                                                      |  |
| - Bielorrússia - Bulgária - Chéquia - Eslováquia - Hungria - Moldávia - Polónia - Roménia - Rússia - Ucrânia | - Ilhas Åland - Dinamarca - Estónia - Finlândia - Guernsey - Ilha de Man - Ilhas Faroé - Islândia - Jersey - Letónia - Lituânia - Noruega - Reino Unido - Irlanda - Svalbard e Jan Mayen - Suécia | - Albânia - Andorra - Bósnia e Herzegovina - Croácia - Eslovénia - Espanha - Gibraltar - Grécia - Itália - Macedónia do Norte - Malta - Montenegro - Portugal - San Marino - Sérvia - Vaticano | - Alemanha - Áustria - Bélgica - França - Liechtenstein - Luxemburgo - Mónaco - Países Baixos - Suíça |  |

### Oceania
O geoesquema das Nações Unidas para a Oceania configura as seguintes regiões:
| Austrália e Nova Zelândia                  | Melanésia                                                            | Micronésia | Polinésia |
| ------------------------------------------ | -------------------------------------------------------------------- | --- | --- |
| - Austrália - Nova Zelândia - Ilha Norfolk | - Fiji - Ilhas Salomão - Nova Caledónia - Papua-Nova Guiné - Vanuatu | - Estados Federados da Micronésia - Guam - Ilhas Marianas Setentrionais - Ilhas Marshall - Nauru - Palau - Quiribati | - Ilhas Cook - Niue - Pitcairn - Polinésia Francesa - Samoa - Samoa Americana - Toquelau - Tonga - Tuvalu - Wallis e Futuna |